# Franz + Polina
Franz + Polina (рос. Франц + Полина) — російський військово-романтичний фільм 2006 р., сюжет якого оповідає про події 1943 р. і розгортається в окупованій нацистами Білорусі. У центрі — історія Франца, солдата СС, і Поліни, мешканки білоруського села, що знищене нацистами.
Фільм отримав кілька нагород, в тому числі Гран-прі 2007 на Festival International de Programmes Audiovisuels.

## Сюжет
У 1943 році підрозділ СС розквартировується в одному з білоруських сіл. Один з солдатів, новобранець Франц, закохується в дочку господині будинку Поліну. Підрозділ отримує наказ спалити село. Рятуючи Поліну та її матір Кучеріху, Франц вбиває свого командира. Після смерті матері Поліна і Франц йдуть у ліс. Там їх знаходять карателі. Поліна видає Франца за німого. Поліну важко ранять, Францу вдається втекти. Вони прибиваються до групи біженців. У пошуках ліків для Поліни Франц пішов у містечко, де вбиває вартового, але купує ліки. Франц захворює на тиф і говорить у маренні по-німецьки. Біженці з розумінням ставляться до Франца і Поліни, за винятком хлопчика Казика, родину якого вбили на його очах. Казик змінює годинник батька на обріз і шукає момент застрелити Франца, що й трапилося, коли Франц пішов за водою для вагітної Поліни.

## Виробництво
Фільм знятий за повістю Олеся Адамовича «Німий».
Іванова — прізвище поширене, проте акторка ніколи не хотіла брати псевдонім. Хоча їй пропонували. Коли Світлана знімалася в драмі «Franz + Поліна», її партнером був актор Адріан Тополь. Дівчину колеги по майданчику вмовляли: «Ну давай у тебе буде псевдонім Іва! Ти тільки подумай, як це буде звучати: в головних ролях Тополь та Іва!»
Світлана назвала свою майбутню дочку Поліною на честь героїні, яку зіграла в х/ф «Franz + Поліна»: акторці подобалося, коли її в кадрі називали цим ім'ям.

## Нагороди
- Гран-Прі та приз за найкращу музику, фестиваль Апіі, Біарріц, Франція, 2007 рік (композитор Анджей Петрас)
- Спеціальний приз журі, призи за найкращу головну чоловічу роль, головну жіночу роль, операторську роботу, міжнародний кінофестиваль Avanca, Португалія, 2007
- Приз за найкращу чоловічу роль, Міжнародний фестиваль ТБ-програм, Шанхай, 2007
- Приз П. Лебешева за найкраще образотворче рішення фільму, міжнародний кінофестиваль «Дух Вогню», Ханти-Мансійськ, 2007
- Спеціальний приз журі фестивалю «Література і Кіно», Гатчина, 2007
- Гран-Прі та приз за найкращу жіночу роль фестивалю військово-патріотичних фільмів ім. С. Бондарчука «Волоколамський Рубіж», 2007
- Призер 16-го міжнародного фестивалю східноєвропейського кіно, Котбус, Німеччина, 2006
- Приз за найкращу головну жіночу роль і приз за найкращу епізодичну жіночу роль, фестиваль кіноакторів «Сузір'я», Твер, 2006
- Спеціальний диплом журі та приз за найкращу жіночу роль міжнародного кінофестивалю «Кіношок», Анапа, 2006
- Приз за найкращу жіночу роль міжнародного кінофестивалю фільмів про війну П. Озерова, Санкт-Петербург, 2006
- Приз за найкращий дебют і за найкращу операторську роботу, міжнародний кінофестиваль «Листапад», Мінськ, 2006
- Спеціальний приз журі міжнародного кінофестивалю «Балтійські дебюти», Світлогорськ, 2006
- Приз режисеру Михайлу Сегалу за найкращий дебют «Перша проба» на Молодіжному відкритому фестивалі «Віддзеркалення» у 2006 році.

## Сприйняття
Оцінка на сайті Кинопоиск.ru — 7,2/10.